# Rudolf Borchardt
Rudolf Borchardt, född 9 juni 1877 i Königsberg, Ostpreussen, Tyskland, död 10 januari 1945 i Trins, Tyrolen, Österrike, var en tysk poet.
Efter studier i filologi och arkeologi uppehöll sig Borchardt mest i Italien och utgav bland annat Rede über Hofmannsthal (1905), Gespräch über Formen (2:a upplagan, 1918), episka dikter som Die halbgerettete Seele (1920). och dramer som Krippenspiel (1922). Borchardt var även verksam som översättare av bland andra Platon, Tacitus, Dante Alighieri och Algernon Swinburne. Hans samlade verk utkom med början 1920.
Borchardt har även skrivit den tusen sidor tjocka pornografiska romanen Berlin Weltpuff som nyligen upptäckts och som publicerats för första gången 2018. Handlingen utspelar sig omkring 1901 och boken skrevs omkring 1938/39. Ordet Weltpuff betyder "världsbordell" på tysk normalprosa.